# Lane Garrison
Pour les articles homonymes, voir Garrison.
 (juin 2016).
Si vous disposez d'ouvrages ou d'articles de référence ou si vous connaissez des sites web de qualité traitant du thème abordé ici, merci de compléter l'article en donnant les références utiles à sa vérifiabilité et en les liant à la section « Notes et références ».
Lane Garrison est un acteur américain né le 23 mai 1980 à Dallas (Texas). 
Il est surtout connu pour son rôle de David Apolskis dit  « l'Acrobate »  dans la série télévisée Prison Break.

## Biographie

### Adolescence
Il a passé ses années d'adolescence grandissant avec Jessica et Ashlee Simpson à Richardson au Nord du Texas. Lane a vécu avec la famille Simpson depuis l’âge de 17 ans à cause de malentendus avec sa mère. Joe Simpson l'a énormément influencé pendant ces années. À 18 ans, juste après le lycée, il a quitté Richardson pour Los Angeles avec seulement sa voiture et 400 dollars en poche.

### Carrière d'acteur
Après des publicités ainsi que des séances photos, Lane tourne dans quelques téléfilms et films inédits avant de décrocher en 2005 son premier vrai grand rôle dans la série Prison Break. Si son rôle est assez ingrat, il n'en demeure pas moins très important et positif pour la suite des évènements dès la fin de saison 1 puis s'illustre avec aisance dans la suite en saison 2.

### Problèmes judiciaires

#### Homicide involontaire coupable et conduite sous influence
Le 2 décembre 2006, alors qu'il le conduit sous l'emprise de l'alcool et de la cocaïne, son Land Rover heurte un arbre à Beverly Hills. Si Lane Garrison s'en sort avec quelques blessures superficielles, ce n'est pas le cas des trois autres personnes à bord du véhicule (des fans rencontrés dans une épicerie) : Michelle Ohana et Chen Sagi, deux adolescentes de 15 ans, sont grièvement blessées tandis que Vahagn Setian, élève de 17 ans au lycée de Beverly Hills (en), décède dans l'accident. Le 8 mars 2007, Lane Garrison est inculpé d'homicide involontaire coupable et de conduite sous influence. Le 21 mai 2007, il plaide coupable de ces chefs d'accusation. Le 31 octobre 2007, le juge Elden Stewart Fox condamne Lane Garrison à 3 ans et 4 mois de prison ferme (la moitié de la peine prévue pour les faits qui lui sont reprochés) ainsi qu'à verser 300 000 dollars aux victimes de l'accident et à leurs familles. Après sa condamnation, Lane Garrison est immédiatement incarcéré à la prison de Tehachapi (en) dont il sort le 29 avril 2009 en bénéficiant d'une libération conditionnelle.

#### Coups et blessures à l'encontre de son ex-petite amie
Le 21 avril 2012, alors qu'il est encore en liberté conditionnelle, Lane Garrison gifle son ex-petite amie Ashley Mattingly dans le hall de son immeuble à Beverly Hills. Il est arrêté le lendemain par la police et placé en garde à vue. Le 25 avril 2012, il est inculpé pour coups et blessures,. Le 23 mai 2012, le tribunal lui accorde une possibilité de libération sous caution fixée à 50 000 dollars. Le 29 juin 2012, il est libéré de la prison du comté de Los Angeles. Le 25 janvier 2013, Lane Garrison accepte un accord de plaidoyer avec les procureurs afin d'éviter de retourner en prison et est donc condamné à passer trois ans en probation non surveillée, à participer à 52 réunions des Alcooliques anonymes, à suivre 52 cours sur les violences conjugales, à effectuer 8 heures de travaux d'intérêt général et à respecter des mesures d'éloignement avec Ashley Mattingly,.    

## Vie privée

### Relations
De 2006 à juin 2009, il a été en couple avec l'actrice Kristin Chenoweth.
Il se fiance à sa compagne Mary Kaitlin le 4 juillet 2018. Il devient papa d’une petite fille, Linden Rose le 30 juillet 2018 et d'une deuxième petite fille, Livingston Kate le 15 octobre 2020.

## Filmographie

### Cinéma

#### Longs métrages
- 1999 : 4 Faces de Ted Post
- 2004 : Quality of Life (film) (en) de Benjamin Morgan : Heir
- 2007 : Shooter, tireur d'élite (Shooter) de Antoine Fuqua : Donnie Fenn
- 2008 : Crazy de Rick Bieber : Billy Garland
- 2013 : Le Diable en personne (The Devil's in the Détails) de Waymon Boone : Trevor
- 2013 : Crime Share de Lee Michael Cohn : Kyle
- 2014 : The Guard (Camp X-Ray) de Peter Sattler : Randy
- 2016 : 48 Hours to Live de Benny Boom : Détective Childers
- 2017 : The Divorce Party de Hughes William Thompson : Colin
- 2017 : If de Mario Van Peebles : Merc
- 2017 : Broken Bones de Robert Mearns : Bobby
- 2018 : The Iron Orchard de Ty Roberts : Jim McNeely
- 2021 : 12 Mighty Orphans : Luther

#### Courts métrages
- 2016 : Icebox de Daniel Sawka : Officier Stephen
- 2017 : Goldblooded de Tom Botchii Skowronski : Lapis
- 2017 : Enigmatic de Waymon Boone : Barry Travis

### Télévision

#### Séries télévisées
- 2003 : Le Cartel (Kingpin) : Shanky Guy (épisode 6, saison 1)
- 2005 : Night Stalker : Le Guetteur (Night Stalker) : Craig Boyer (épisode 3, saison 1)
- 2005-2007 : Prison Break : David Apolskis « l'Acrobate » (16 épisodes)
- 2011 : The Event : Dormeur 1/Garde de Dormeur (3 épisodes)
- 2013 : Bonnie and Clyde: Dead and Alive (mini-série) : Buck Barrow (en) (2 épisodes)
- 2014 : From Dusk till Dawn: The Series : Pete (2 épisodes)
- 2015 : The Messengers : Ronnie (4 épisodes)
- 2015 : NCIS : Enquêtes spéciales : la sergent Perkins (épisode 18, saison 12)
- 2015 : Major Crimes : Douglas Martin (épisode 9, saison 4)
- 2015 : Better Call Saul : Hoffman (épisode 6, saison 1)
- 2016 : Racines (mini-série) : Frederick Murray (épisode 4, saison 1)
- 2019 : Yellowstone : Ray (saison 2)
- 2021 : Mayor of Kingstown

## Voix françaises
Emmanuel Garijo est le doubleur ayant le plus doublé Lane Garrison.
| - Emmanuel Garijo dans : - Prison Break (série télévisée) - Shooter, tireur d'élite - Bonnie and Clyde: Dead and Alive (série télévisée) | et aussi - Hervé Caffin dans Better Call Saul (série télévisée) - Loïc Houdré dans Racines (série télévisée) - Emmanuel Rausenberger dans The Messengers (série télévisée) |